# Catedral d'Astorga
La Catedral d'Astorga, dedicada a Santa Maria, és la seu episcopal de la diòcesi d'Astorga, documentada des del segle iii amb el títol d'Apostòlica. Es troba a la ciutat d'Astorga, província de Lleó (Espanya).
Abans de l'edifici actual hi havia un temple preromànic i un altre d'estil romànic consagrat l'any 1069, que va ser potser acabat a mitjan segle xiii, sense que es tinguin gaires documents sobre la construcció. Les obres de l'actual catedral van començar per la capçalera al segle xv (1471) en arquitectura gòtica les naus i capelles i va continuar els segles posteriors amb la portalada sud i dues capelles perpendiculars a la nau arquitectura renaixentista i la façana principal en barroc del segle xviii. L'obra gòtica té possibles vincles amb els arquitectes Juan de Colonia i el seu fill Simón de Colonia pel que fa a la construcció original, el treball del segle xvi q'atribueix a Rodrigo Gil de Hontañón.
És de planta basilical amb tres naus que es prolonguen sobre la planta romànica i capelles entre contraforts i tres absis poligonals; les voltes són de creueria. Els pilars que les sostenen no tenen capitells sinó que s'allarguen unint-se amb els seus nervis. Té dues torres quadrades als peus, amb cuculles de pissarra. El claustre és neoclàssic de 1755; el seu autor va ser Gaspar López.
Quasi adjacent a la catedral hi ha el Palau Episcopal d'Astorga, obra del modernisme de l'arquitecte Antoni Gaudí. Formen tots dos un harmònic conjunt malgrat les diferents èpoques en què van ser construïts.
L'edifici va patir greus danys amb el Terratrèmol de Lisboa de 1755 i a la següent centúria considerables deterioraments a causa de les tropes de Napoleó durant la Guerra del Francès, especialment en el claustre.

## Etapes de construcció

### Primers edificis
Es tenen poques dades i pocs vestigis sobre el primer edifici romànic que se suposa es construiria ampliant o refent l'anterior que n'hi va haver de l'època alt medieval. Tanmateix un document amb data de 1117 va proporcionar als estudiosos una dada clau per conèixer l'evolució de l'edifici. En aquest document es fa saber que els reis Alfons VI de Lleó i la seva dona Constança de Borgonya havien manat fundar des del començament (ab initio) l'església de Santa Maria, és a dir el temple catedralici. Això succeïa en el temps de mandat del bisbe Osmundo, encarregat d'introduir la litúrgia romana. Poc se sap també del següent pas o període sota el mandat del bisbe Pelai (1097-1120), encara que se sospita que hi va haver moviment de construcció a jutjar pels documents de donacions. Però fins al moment no es té notícia directa sobre aquest temple romànic, ni se sap si es va arribar a finalitzar; no es conserva cap vestigi arquitectònic o artístic que pugui relacionar-se amb aquests anys.
La següent fase pertany a l'estil romànic tardà. Existeixen dades de l'època dels bisbes Nuño i Pedro Fernández que abasten els anys de 1226 a 1265. Els documents relacionats amb el bisbe Nuño parlen de les obres al claustre de la catedral i a la casa del bisbe. La notícia relacionada amb el bisbe Pere Fernández és en el text del seu epitafi on es diu que «va acabar l'edifici i el va consagrar». També existeix el document Constitucions del cor on es parla de l'altar major, de capelles com la de sant Cosme, del pòrtic, del claustre i les seves escultures i del campanar, així com de sepultures de membres del clericat i de particulars. Però sobre l'edifici en si, de la estructura, de l'alçat, no n'hi ha res escrit i tampoc s'han fet fins avui excavacions al subsòl. Seguint els estudis de Manuel Gómez-Moreno s'arriba a les suposicions: 
- L'església estava formada per tres naus amb tres absis semicirculars -segons les línies que marquen el temple actual-.
- Tenia un creuer que correspon al 5è tram de l'església actual, que és més ample que els altres.[1]

Tanmateix sí que es conserven algunes peces trobades a l'entorn catedralici. Altres es troben a les mans de particulars. Es mostren al museu o a la pròpia església: suports, arcuacions, capitells, àbacs, mènsules, cornises, etc.; totes aquestes peces són d'alta qualitat artística els autors dels quals eran coneixedors de les noves tendències en l'Europa occidental del segle xii.

### La catedral gòtica i renaixentista. Ampliacions del XVII i XVIII

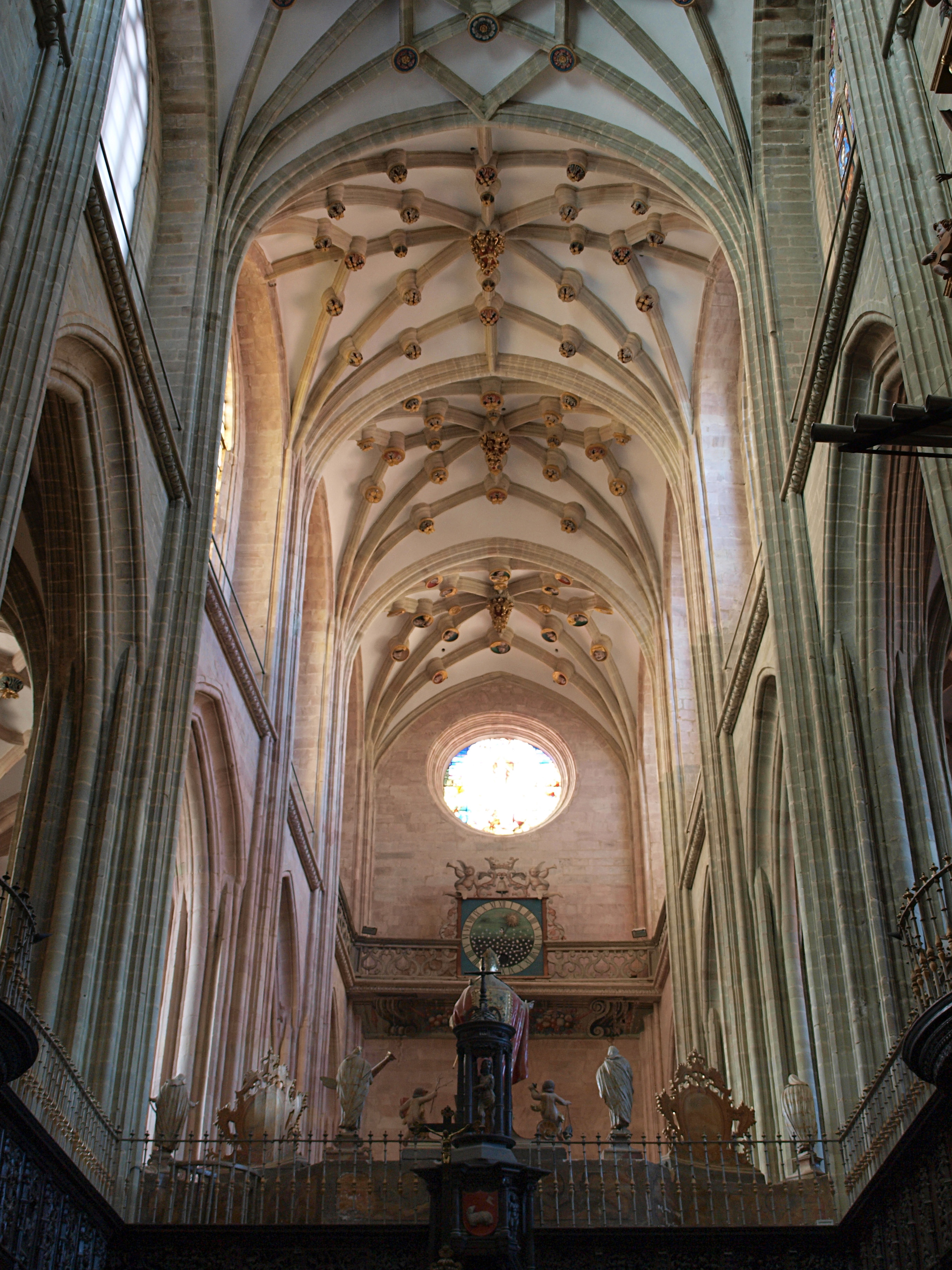
Nau central gòtica.

El dilluns 16 d'agost de 1471 -en la festa de la Dedicació- es va posar la primera pedra per a la construcció de la catedral gòtica, tal com es pot veure en repetides inscripcions. L'edifici va anar prenent forma sobre la planta de l'anterior temple romànic, a partir de la capçalera i com una de les seves ampliacions. L'estil gòtic va quedar concretat en naus, voltes i capelles, estant els possibles autors de la fàbrica original Juan de Colonia i el seu fill Simón de Colonia.
Les ampliacions del segle xvi en estil renaixentista s'atribueixen a Rodrigo Gil de Hontañón que aleshores residia i treballava en la ciutat. Estan documentats com a mestres d'obres Juan de Alvarado i en data posterior Juan de Alvear. Hi va haver més ampliacions i renovacions als segles xvii i xviii; estan documentats també els arquitectes Pedro Álvarez de la Torre, Francisco de la Lastra Alvear (mort el 1683) i Manuel de la Lastra Alvear al qual va succeir Pablo Antonio Ruiz. Els tres últims trams cap als peus van ser executats al segle xvii i les torres són del XVII i XVIII, el mateix que la façana i portalada principal d'occident.
El resultat va ser un temple de planta basilical amb tres naus amb els seus tres absis poligonals que tanquen els seus respectius altars i capelles entre contraforts (1553-1557). Els nervis de les seves voltes arrenquen de columnes clàssiques estriades. Aquestes voltes es componen de tercelets i nervis corbats i les claus de volta són policromades i s'adornen amb rostres de reis i profetes. La volta de la capella major està articulada amb divuit nervis; a la clau de volta hi ha un ric floró policromat, adornat amb àguiles simètriques i àngels cantadors duent instruments musicals. Trenta-dos pilars sense capitells, esculpits amb bordons que es prolonguen fins a unir-se amb els nervis de les voltes de creueria. L'orientació va seguir la disposició anterior cap al nord-est.